# مطار شيانغيو
مطار شيانغيو (بالإنجليزية: Shangqiu Airport)‏ و(بالصينية: 商丘机场) () مطار عسكري/عام يقع بمدينة Liangyuan District في الصين. .

## وصلات خارجية
- http://www.flightstats.com/go/Airport/airportDetails.do?airportCode=